# ラ・ヴィ・アン・ローズ
「La Vie en rose」（ラ・ヴィ・アン・ローズ）は、1946年のエディット・ピアフ（Édith Piaf）の代表曲。ピアフ作詞、ルイギ作曲。日本語では「ばら色の人生」の邦題でも知られる。
この歌がヒットした当初、ピアフの同僚や彼女の作曲チームには予想外であったが、観客の人気を集めるようになった。後に、マック・デイヴィッドによって英語詞が作られた。その人気故に、後のアルバムの多くにこの歌が収録された。
また、1998年製作のエディット・ピアフのドキュメンタリーも「La Vie en Rose」と名付けられた。2007年のピアフの伝記映画『エディット・ピアフ〜愛の讃歌〜』はピアフのニックネーム la Môme（娘、お嬢ちゃん）をタイトルにしていたが、アメリカ公開用に「La Vie en rose」と変えられた。
現在まで、スタンダード・ナンバーとして多くのアーティストにより歌われるようになった。シャルル・トレネの「ラ・メール」と並んでフランスで最も売れた曲と言われている。1998年、グラミー賞栄誉賞を受賞した。

## 「La Vie en rose」を歌ったアーティスト
- ALI PROJECT
- Fayray
- In-Grid
- Les MAUVAIS GARÇONNES
- nadege
- Ognjen Vuletić
- TWO-MIX
- Youssra
- ZAZIE
- アフリカンド
- アマリア・ロドリゲス
- 飯田圭織
- イヴ・モンタン
- イギー・ポップ
- 宇多田ヒカル
- ウテ・レンパー
- エディ・リーダー（英語版）
- エミリー・シモン
- エラ・フィッツジェラルド
- エレイン・ペイジ
- 小野リサ[2]
- 加藤登紀子
- グレイス・ジョーンズ
- 越路吹雪
- コニー・フランシス
- 沢田研二
- シャーリー・バッシー
- ジャック・ニコルソン
- ジョー・スタッフォード
- シンディ・ローパー
- セリーヌ・ディオン
- ソフィー・ミルマン
- ダイアナ・クラール
- タコ
- タリア
- ダリダ
- ディアーヌ・デュフレーヌ（フランス語版）
- ディーン・マーティン
- 手嶌葵
- ドナ・サマー
- トニー・ベネット (with k.d.ラング)
- トニー・マーティン
- ハーブ・アルパート
- パトリシア・カース
- ビング・クロスビー
- プラシド・ドミンゴ
- ベット・ミドラー
- ペトゥラ・クラーク
- ボラ・デ・ニエベ
- マイケル・ブーブレ
- マデリン・ペルー
- マルティニーク (歌手)
- マレーネ・ディートリヒ
- 美空ひばり
- ミルヴァ
- ミレイユ・マチュー
- 山下達郎
- ルイ・アームストロング
- レディ・ガガ

## 「ラ・ヴィ・アン・ローズ」をフィーチャーした映画
- 『Neuf garçons, un cœur』（1947年）エディット・ピアフ主演も。
- 『To the Victor』（1948年）
- 『舞台恐怖症』（1950年）主演のマレーネ・ディートリヒが歌う。
- 『麗しのサブリナ』（1954年）主演のオードリー・ヘップバーンが何度か口ずさむ。
- 『名探偵再登場』（1978年） アイリーン・ブレナンが酒場で歌う。
- 『恋に生きた女ピアフ（フランス語版）』（1983年）ピアフとマルセル・セルダンを描いた伝記映画。
- 『ル・バル』（1983年）下町の小さなダンスホールを通して、戦中戦後各時代の音楽風俗がオムニバス風に描かれる中で、1946年篇のしめくくりとしてトランペット・ソロで奏でられる。
- 『さよならゲーム』（1988年）エディット・ピアフ盤
- 『パリのクリスト』（1990年）
- 『アントニオの恋人（フランス語版）』（1992年）グレース・ジョーンズ盤
- 『ミスター・サタデー・ナイト』（1992年）ルイ・アームストロング盤
- 『プレタポルテ』（1994年）エンド・タイトル：グレース・ジョーンズ盤
- 『フレンチ・キス』（1995年）エンド・タイトル：ルイ・アームストロング盤
- 『サブリナ』（1995年）
- 『シャンヌのパリ、そしてアメリカ』（1998年）リーリー・ソビエスキーとアンソニー・ロス・コンタンツォがピアフを真似して歌う。
- 『サマー・オブ・サム』（1999年）グレース・ジョーンズ盤
- 『愛の落日』（2002年）ルイ・アームストロング盤
- 『恋愛適齢期』（2003年）ルイ・アームストロング盤
- 『世界でいちばん不運で幸せな私』（2003年）
- 『ハッピー・フライト』 （2003年）ペトゥラ・クラーク盤
- 『モディリアーニ 真実の愛』（2004年）
- 『イノセントワールド -天下無賊-』（2004年）小野リサ盤
- 『ロード・オブ・ウォー』（2005年）
- 『エディット・ピアフ〜愛の讃歌〜』（2007年）ピアフの音源に口パクでマリオン・コティヤールが演技する。
- 『WALL・E/ウォーリー』 （2008年）ルイ・アームストロング盤
- 『ナイト・トーキョー・デイ』（2009年） 美空ひばり盤
- 『マダム・マロリーと魔法のスパイス』（2014年）マデリン・ペルー（英語版）盤
- 『ダメ男に復讐する方法』(2014) クラリネット奏者アナット・コーエン（英語版）が登場して演奏。

## 「ラ・ヴィ・アン・ローズ」をフィーチャーしたゲーム
- 『BioShock Infinite』(2013) DLC「Burial at Sea Episode Two」のオープニングでパリの住民らが演奏。

## 舞台
- 『ラ・ビ・アン・ローズ -恋は花模様-』 - 宝塚歌劇団で1981年、宝塚大劇場にて星組が初演。作・演出：横澤英雄。